# 劇場版ポケットモンスター キミにきめた!
『劇場版ポケットモンスター キミにきめた!』（げきじょうばんポケットモンスター キミにきめた）は、2017年7月15日に公開されたテレビアニメ『ポケットモンスター』の劇場版映画第20作目の作品。
キャッチコピーは「オレはこいつと旅に出る」。
DVD版（通常版）、ブルーレイ版（通常版、特装限定版）は2017年12月20日に発売された。

## 概要
ポケモン映画20作記念特別企画。
『無印編』のカントー地方編を原案とし、第1話のラストで登場したホウオウを見て交わした「いつか、あいつに会いに行こう」という約束の続きを描く完全オリジナルストーリーとなっており、サトシとピカチュウの出会いから旅立ち、本当のパートナーになるまでの成長物語として描かれる。
企画当初は放送中の『サン&ムーン』の劇場版第1弾として企画されていたが、20周年作品となることを考慮して、TVシリーズの原点となるサトシとピカチュウの出会いを描き直す内容へと方向転換された。次回作もオリジナル作品、次々作はリメイク作品のため結局、『サン＆ムーン』の劇場版作品は製作されなかった。
本作はTVアニメ版第1話から入るパラレルワールド設定となっている。なお、TVアニメ版第1話の脚本及び初代シリーズ構成を担当し2010年に亡くなった首藤剛志も一部脚本として、本作スタッフロールにクレジットされている。
劇中におけるBGMは、歴代の『ポケットモンスター』シリーズにおけるBGMのアレンジ版が多く使用されており、カントー地方には登場しない第二世代（金・銀）以降のポケモンも登場する。
『破壊の繭とディアンシー』から前作までは『ポケモン・ザ・ムービー』の名を冠していたが、今作では『神速のゲノセクト ミュウツー覚醒』以来、『劇場版ポケットモンスター』となっており、タイトルはサトシの決め台詞及びTVアニメ版第1話のサブタイトルを踏襲している。
劇場版『ポケットモンスター』シリーズで配給のみ担当してきた東宝は、本作よりピカチュウプロジェクトから変わった。製作会社の変更は『劇場版ポケットモンスター ベストウイッシュ キュレムVS聖剣士 ケルディオ』以来であり、劇場版は現在に至るまで本作に参加した8社が製作している。また、XY編の劇場版はアニメーション制作をテレビ・映画『たまごっち!』シリーズなどを制作してきたTEAM KAMEIが担当していたが、本作ではDP編からSM編のテレビシリーズを手掛けるTEAM KATOに交代。
ポスターはゲーム『ポケットモンスター』シリーズで公式イラストを手掛けていることで知られる杉森建のラフ原案を元に作画されたものである。
本作品のCMにおける前売り券の宣伝はロケット団ではなく山寺宏一が担当している。
エンディング後の次回作の予告編は前作同様に「ポケモン映画2018年夏、公開予定」と表示されるのみで、ポケモン復興支援 ポータルサイト『POKÉMON with YOU - ポケモンはいつもキミといっしょ -』の宣伝だけに留めている。
2017年7月15日に封切りされると、『銀魂』や『カーズ/クロスロード』を抑えて7月15、16日の映画観客動員ランキング1位を記録した。
次回作以降は金曜日公開となったため、今作が最後の土曜日公開となった。また長年、同シリーズのチェーンマスターを務めていたTOHOシネマズ日劇は公開翌年の2018年2月4日をもって閉館したため、本作は日劇スクリーン2でロードショー上映された最後のアニメ映画となった。

## ストーリー
マサラタウンに住む少年であるサトシは10歳になりポケモントレーナーの資格を得る。彼は10歳の誕生日に、町に住むポケモン研究者のオーキド博士からポケモンを貰って旅立つことになっていた。しかしサトシはその旅立ちの朝に大寝坊、慌てて研究所に向かったもののヒトカゲ、フシギダネ、ゼニガメの3匹は全てライバル達に持って行かれた後だった。そんなサトシに博士が差し出したのは、ねずみポケモン・ピカチュウ。可愛らしい容姿のピカチュウにサトシは一目ぼれ。
こうしてサトシの旅は始まったが、相棒のピカチュウはサトシに対して心を開こうとしなかった。対立しながらの旅を始める1人と1匹であったが、ふとした事から起きたオニスズメの大群との戦いを通して打ち解け、唯一無二のパートナーとなる。その後、伝説のポケモンのホウオウを目撃しサトシとピカチュウはいつかホウオウに会いに行く事を誓う。
ポケモントレーナーのマコトとソウジとの出会い、謎のポケモン・マーシャドーや強敵・クロスの登場などが描かれ、サトシとピカチュウが本当のパートナーになるまでの冒険が描かれる。

## 登場キャラクター

### アニメシリーズの登場キャラクター
ホウオウについては「ゲストポケモン」の項目を参照。

#### レギュラーキャラクターとそのポケモン
サトシ
声 - 松本梨香
本作の主人公。マサラタウン出身のポケモンマスターを目指す少年。10歳となりオーキド研究所でピカチュウを貰い、共に旅に出た。旅立ちの日にホウオウを目撃し、にじいろのはねを手に入れた事で、ピカチュウと共にホウオウに会いに行く事を決意する。旅の途中でマコトやソウジと出会い、クロスとのバトルなど様々な経験をする事になる。マーシャドーに操られたポケモンたちからピカチュウを庇い消滅するが、ピカチュウの想いのおかげか復活した。その後、マコトたちと別れ旅立っていった。
本作でのキャラクターデザインは放送中の『サン&ムーン』ではなく、20年前の初回放送時の襟が大きくズボンが太めでシャツインしていたデザインを今風にアレンジしたもの。キャップのマークも異なる。デザインを手掛けたのは、ゲーム版キャラクターデザインを担当した杉森建。
手持ちポケモン
ピカチュウ
声 - 大谷育江
技：10まんボルト・でんこうせっか・アイアンテール
本作のもう一人の主人公であるポケモン。オーキド博士から貰ったサトシの最初のポケモン。
オーキド博士曰く「ちと問題がある」性格だった。モンスターボールに入るのが嫌いで、最初はサトシに懐かなかったが物語の進行と共にサトシに心を開いていく。終盤では「サトシがそう言っている風に感じた」という形だが、片言で人間語を話す描写がある。
外見的なデザインは『無印版』や『赤・緑』時よりも『サン&ムーン』や『XY&Z』に近いデザインになっている。
キャタピー→トランセル→バタフリー
声 - 愛河里花子
技：いとをはく・ねむりごな・かぜおこし（後2つはバタフリーに進化後）
サトシが初めてゲットしたポケモン。劇場版での登場は初である。サトシとの出会いから別れの場面まで描かれている。なお、本編ではバトルされずにゲットされているが、本作ではピカチュウとバトルしてゲットされている。
ヒトカゲ→リザード→リザードン
声 - 三木眞一郎（クレジットなし）
技：かえんほうしゃ・きりさく・ちきゅうなげ・りゅうのいかり（リザードンに進化後）
元々、クロスのポケモンであったが、弱いという理由で捨てられそのままサトシにゲットされる。サトシのリザードンが劇場版に登場するのは『神速のゲノセクト ミュウツー覚醒』以来だが、ヒトカゲとして劇場版に登場するのは初めてである。
本編ではリザードに進化してからは反抗的かつ攻撃的な性格になり、サトシの器量不足もあってオレンジ諸島編である出来事が起こるまでは指示を聞かなかったが、本作ではリザードに進化してからも忠実なままでサトシの指示を聞いている。
自分を捨てたクロスの事は許していない様子だが、彼の危機には渋々ながらも身を挺して助けている。
なお、無印本編でゲットしたピジョン以降は未登場。

ロケット団
ムサシ・コジロウ・ニャースの三人組。本作でのキャラクターデザインは『XY・XY&Z』に準じている。本作ではサトシのピカチュウを狙わず、伝説のポケモンを狙ってサトシ達を追跡している。彼らを先に知ったのはマコトになっている他、作中でサトシたちと直接対面していない、『神速のゲノセクト ミュウツー覚醒』以来にロケット団が所持するポケモンが登場しないなど、テレビシリーズや通常の劇場版とは異なる点がある。エンディングではピカチュウを狙っているかは不明だがサトシを追跡している様子が描かれた。
ムサシ
声 - 林原めぐみ
ロケット団の女性団員。
コジロウ
声 - 三木眞一郎
ロケット団の男性団員。
ニャース
声 - 犬山イヌコ
ロケット団員。人語を話すことができる上に、ポケモンの通訳もできる。
ソーナンス
前作に引き続き登場はエンディングのみ。元々所持していたかは不明。

#### その他のキャラクターとそのポケモン
ジョーイ
声 - 中川翔子（特別出演）
ポケモンセンターでポケモンの治療をしている女性。本作でのキャラクターデザインは『DP』までの物に準じているが、本作では山口由里子ではなく、中川翔子が担当している。これは、「ポケモン20周年の象徴」として「先生に憧れた子供が教師を目指すように、ジョーイさんに憧れた子どもが成長してポケモンセンターで働くこともあるんじゃないか」とのアイデアからポケモンで育った中川に白羽の矢が立ったもの。また配信ポケモンの推薦案内役も行っている。
オーキド博士/オーキド先生
声 - 石塚運昇（クレジットなし）
マサラタウンに住むポケモンの研究家。サトシに最初のポケモンとしてピカチュウを手渡す。劇場版に直接登場するのは『セレビィ 時を超えた遭遇』以来。
サトシがマーシャドーによって見た夢の中では、サトシが通っている小学校の先生として登場。その時は「オーキド先生」と呼ばれていたという。
ハナコ
声 - 豊島まさみ
サトシの母親で旅に出たサトシを心配している。劇場版に登場するのは『結晶塔の帝王 ENTEI』以来。なお劇中では父親に関する話もしていた。
オーキド・シゲル
サトシのライバルで、オーキド博士の孫。選んだポケモンはゼニガメ。
劇場版に登場するのは『ミュウツーの逆襲』以来だが、本作では回想で後ろ姿のみ登場し、サトシとの対面はなかった。
回想ではフシギダネとヒトカゲを選んだトレーナーも登場している。
エリカ
声 - 氷上恭子
タマムシジムのジムリーダー。声優は無印編と同じく氷上が担当しているが、デザインはゲーム版のものとなっている。劇場版に登場するのは初。
無印編でサトシは5番目に挑戦していたが、本作におけるタマムシジムはサトシが3番目に挑戦したジムになっている。
手持ちポケモン
モンジャラ
声 - 林原めぐみ
技：つるのムチ
サトシのピカチュウとバトルし、敗れた。

キクコ
声 - 愛河里花子
カントー地方の四天王。サトシが夢の中で通っていた学校において、教壇に立っていた。
ソラオ
『ミュウツーの逆襲』に登場。冒頭にてスイートと対戦していた。手持ちポケモンはゲンガー、フシギバナ。
手持ちポケモン
ゲンガー
技：ナイトヘッド
カメックスとのバトルで使用し、「れいとうビーム」で凍らされフシギバナと交代。
フシギバナ（バナード）
声 - 三宅健太
技：ソーラービーム、ギガインパクト
ゲンガーが凍った直後に交代され、カメックスと対戦。

スイート
『ミュウツーの逆襲』に登場。冒頭にてソラオと対戦していた。手持ちポケモンはカメックス。
手持ちポケモン
カメックス（クスクス）
声 - 石塚運昇
技：こうそくスピン、れいとうビーム、ハイドロポンプ、ロケットずつき
ゲンガーを「れいとうビーム」で凍らせ、フシギバナと対戦する。

ナレーション
声 - 石塚運昇、山寺宏一（予告編）

### オリジナルキャラクター
マコト
声 - 佐藤栞里（特別出演）
本作の主要登場キャラクターの一人。
シンオウ地方のフタバタウン出身の男勝りな少女トレーナー。トレーナーになる事を反対した母親に反発し、家出同然で旅に出たという過去を持つ。彼女の母親はシンオウ地方では凄腕のトレーナーとして有名らしい。一瞬映ったシーンではエンペルトを連れている。顔ははっきり映っておらず髪の形からシロナと似ているが、監督によるとシロナ本人ではなくシロナの親戚という設定らしい。
伝説のポケモン・エンテイとバトルするも逃げられてしまい、その事でサトシと口論になりポケモンバトルに発展するが、サトシとのバトル中に発生したアクシデントを協力して解決したのを機に和解。サトシがホウオウと出会い「虹色の羽根」を手に入れたことを知り、「自分もホウオウに会いたい」という理由から旅の仲間となる。事件後は母に会いたくなりサトシ達と別れた。
手持ちポケモン
ポッチャマ
声 - 小桜エツコ
技：ハイドロポンプ・バブルこうせん・ドリルくちばし・うずしお
マコトのパートナーポケモン。性格はヒカリのポッチャマとほぼ同じ。マコトがサトシの旅の仲間となってからは、彼のピカチュウとじゃれ合う場面が多く見られ、またピカチュウの話を聞いた直後に自力でボールから出てきて、以降常に出ている状態になった。
ラプラス
声 - 藤村知可
サトシ、マコト、ソウジの三人を乗せて川の上を進んだ。

ソウジ
声 - 本郷奏多（特別出演）、西村ちなみ（少年時代）
本作の主要登場キャラクターの一人。
シンオウ地方のトバリシティ出身のポケモン博士を目指す少年トレーナー。冷静沈着な性格。一人称は「僕」で口癖は「忠告しておく」「〜たまえ」。
ポケモンに関する伝説や医学等を学んでおり、衰弱したヒトカゲの治療にも貢献している。事件後はファイヤー、サンダー、フリーザーを求めサトシ達と別れた。
手持ちポケモン
ルカリオ
声 - 古島清孝
技：はどうだん・ボーンラッシュ
ソウジのパートナーポケモン。ソウジとは彼がレントラーを失った後に出会った大切な相棒である。サトシのピカチュウの話を聞いた直後に自力でボールから出て来て、以降常に出ている状態になった。

ボンジイ
声 - 古田新太（特別出演）
本作の重要人物の一人。ホウオウを追い求めている研究者にして「ホウオウこそ我が人生」という本の著者。
帽子を被っており、口元には髭を大きく生やしている。
テンセイ山でサトシたちと出会い、ともに三角岩へ向かう。
クロス
声 - 逢坂良太
本作の主要登場キャラクターの一人。ヒトカゲを捨てた張本人でサトシのライバルとして登場する。
最強のトレーナーを目指しているが、サトシとはポケモンに対する接し方が正反対で「強さこそ全て」と信じ、「友情はポケモンを弱くするだけ」と考えている。弱いと判断したポケモンをゴミ扱いして切り捨てる（負けたポケモンはゴミ以下と判断する）冷酷な性格。実は旅立ちの時にホウオウを目撃し、ホウオウとのバトルを望んでいるが、虹色の羽根を手に入れられなかった事に憤りを感じ、逆に虹色の羽根を手に入れたサトシを恨み、密かにストーキングしていた。
サトシにバトルに挑んで勝利し、絆や友情を信じるサトシの考えを否定した。その後はテンセイ山の三角岩近くでサトシを待ち伏せし、ガオガエンにサトシ本人を攻撃させる。その後、虹色の羽根を奪うためにバトルを仕掛けるが敗北。それでも自身の考えを改めず、サトシから羽根を無理矢理奪い、騒動を引き起こしてしまう。騒動で絆の大切さに気付き改心、サトシと和解しさらに強くなることを誓い旅立った。
手持ちポケモン
ルガルガン（まよなかのすがた）
声 - 石川界人
技：ブレイククロー、ストーンエッジ、バークアウト、かみつく
クロスのパートナーポケモン。マーシャドーに操られクロスにかみつくが、絆の大切さを思い出したクロスの呼びかけで正気に戻った。クロス曰く、出会った際も同じようにかみついていたとのこと。
ガオガエン
声 - 石塚運昇
技：ほのおのキバ・かえんほうしゃ・じごくづき・クロスチョップ
クロス曰く「最強のポケモン」。攻撃を受ければ受ける程技の威力を増す特徴を持つ。1戦目はサトシのリザードの攻撃を全て受け止め、バトルを長引かせたことで返り討ちにするが、2戦目ではリザードがリザードンへ進化し、バトルを長引かせることが出来ず敗北した。

アナウンサー
声 - うえだゆうじ
サトシが見ているテレビのポケモンリーグのアナウンサー。無印本編第1話にも登場していた。

### ゲストポケモン
ホウオウ
声 - 愛河里花子
伝説のポケモンの一種。本作ではテンセイ山に住んでいる設定になっている。心正しきトレーナーの前に七色の翼を光らせ姿を現し、認めた者に自身の羽根を授けると伝えられている。
サトシとピカチュウの上空を飛ぶ形で登場して、虹色の羽根を落としサトシとピカチュウの目標の一つ（いつかホウオウに会いに行く）を作る事になる。
サトシの他にもクロスのようにホウオウに会いたがっている者がいるようで、ボンジイにもかなり関心を向けられている。終盤ではサトシのバトルの頼みを聞き入れ、サトシのピカチュウとバトルするも、勝敗は傷を負ったのみで、明かされていない。
本編ではサトシの旅の指標を示すために登場したポケモンだが、本作では明確な目標として設定されている。
マーシャドー
声 - 山寺宏一（特別出演）
技：シャドーボール、インファイト、シャドースチール
虹色の羽根を持つ者が虹の勇者であるかを見極める監察者の役目を持つポケモン。監視以外にも、悪しき心を持つ者がホウオウに近づけないよう防衛し、全てを正す役割も担う。
最初はエンテイの影に潜んでいたが、ヒトカゲを介抱するために洞窟を訪れたサトシが虹色の羽根を持っていると知りサトシの陰に潜み尾行。クロスに敗れたサトシが心が折れかけた際には「ポケモンが最初から存在しない世界」の夢を見せ、立ち直らせた。
テンセイ山の三角岩周辺ではサトシとクロスのバトルを見守るが、サトシに敗れても懲りなかったクロスが悪しき心の状態のままサトシから羽根を奪い、羽根を三角岩に置いたのが原因で全てを正すためにクロスどころかサトシ達をもポケモンとの絆を断ち切ろうと、野生・トレーナーの手持ち問わずポケモンを操ってサトシ達に攻撃する。マコトから「かわいい」と評されたが、バトルではかなりの強さを見せる。普段は甲高い声で鳴くが、たまに低い声で鳴く。
エンテイ
ジョウト地方に伝わる伝説のポケモンの1匹。出現の噂を聞きつけたサトシ、マコト、ソウジと戦うが軽くあしらって去っていった。その後、雨に打たれたヒトカゲを介抱するために訪れた洞窟に野生ポケモンを引き連れ再び現れる。マーシャドーは当初エンテイの影に潜んでいた。
スイクン
ジョウト地方に伝わる伝説のポケモンの1匹。湖で野宿をしていたマコトの前に姿を現す。マコトは過去にもスイクンに出会ったが、サトシやソウジとの直接対面は無かった。
ライコウ
ジョウト地方に伝わる伝説のポケモンの1匹。テンセイ山へ向かう野生ポケモンたちと同様、サトシ一行の前に姿を現した。マーシャドー戦では姿は無く、操られていない。
バタフリー (ピンク色)
声 - 西村ちなみ
無印本編にも登場したピンク色をしたバタフリー。羽には後付けの設定に辻褄を合わせる形でメスのバタフリー特有の黒い模様が追加されている。
本作では、オニドリルに襲われたところを、サトシのバタフリーに助けられている。
レントラー
声 - 佐藤健輔
幼少時代のソウジの世話をしていたポケモン。大雪の中、一人遊びの最中に事故に遭ったソウジを発見し、動けないソウジを温めるが、翌朝に凍死してしまう。この一件でソウジはポケモンと仲良くすることに不安を抱いていたが、ルカリオとの出会いで克服する。
オニスズメ
声 - 石塚運昇
ポッポをゲットしようとしたサトシに石をぶつけられ、怒りでピカチュウを狙うが「10まんボルト」を受け、集団でサトシとピカチュウを襲撃する。
無印本編では手描きの限界もあって50羽程度だったが、本作ではCG技術で1000羽に増えている。
オニドリル
ピンクのバタフリーを襲うが、サトシのバタフリーによって退治された。前述のオニスズメの大群の内の一匹が進化した個体であるかは不明。
プリン
声 - かないみか
技：おうふくびんた
サトシと戦う女性トレーナーのポケモンとして登場し、サトシのヒトカゲとバトルして敗北。バトル後にヒトカゲはリザードに進化した。
カビゴン
声 - 三宅健太
技：のしかかり
サトシと戦う男性トレーナーのポケモンとして登場。サトシのピカチュウとバトルし、「のしかかり」と「アイアンテール」のぶつかり合いで投げ飛ばされ、そのまま「10まんボルト」で敗北。
イーブイ
声 - 真堂圭
序盤のポケモンセンターに登場。
ディグダ
声 - 武隈史子
エンテイを探しているロケット団の近くを通って登場。
イワーク
声 - 石塚運昇
サトシとマコトのバトルの最中、ポッチャマの攻撃が当たり、怒って暴れ出す。この時ディグダに続いてロケット団の近くを通り、弾き飛ばす。
カイロス
サトシのキャタピーとバトルし、「いとをはく」で動きを封じられる。キャタピーがトランセルに進化した後は森の奥へ姿を消した。
オコリザル
声 - 古島清孝、佐藤健輔、三宅健太
集団で襲い掛かるも、サトシのトランセルの「いとをはく」で一網打尽にされ、怒って追いかけるも進化したバタフリーの「ねむりごな」で眠ってしまう。その後、ロケット団にゲットされそうになるも急に起きて彼らを遠くへ投げ飛ばしてしまった。
ニドキング
声 - 佐藤健輔
技：はかいこうせん、いわなだれ
ニドクイン
声 - 武隈史子
技：はかいこうせん
コイル
声 - 小桜エツコ
技：でんきショック
レアコイル
声 - 武隈史子
技：ラスターカノン
サイホーン
声 - 佐藤健輔
技：れいとうビーム
サイドン
声 - 三宅健太
技：いわなだれ、はかいこうせん、めざめるパワー
エレブー
声 - 三宅健太
技：かみなり、スピードスター
ブーバー
声 - 石塚運昇
技：かえんほうしゃ
アーボック
声 - 古島清孝
技：しめつける
マタドガス
声 - うえだゆうじ
技：はかいこうせん
ゴルバット
声 - 三木眞一郎
技：シャドーボール
モルフォン
声 - 西村ちなみ、武隈史子
技：ぎんいろのかぜ
ピジョン
声 - 林原めぐみ
ピジョット
声 - 愛河里花子
技：つばめがえし
イシツブテ
声 - 三木眞一郎
技：めざめるパワー
ゴローン
声 - 佐藤健輔
技：ころがる、メガトンパンチ、めざめるパワー
以上はホウオウの力を求めて、テンセイ山を訪れた野生のポケモン。マーシャドーに操られ、サトシ達を襲う。エネルギー状の技の一斉攻撃でサトシを消滅させたが、その悲しみによるピカチュウの電撃によって正気に戻った。
ヘラクロス
エンディングに登場。サトシのピカチュウとバトルする。

### エンディングに登場
サトシを除く本編におけるメインキャラクターは一人も登場していないが、エンディングにおいて放送中であるSM編を除く歴代のメインキャラクターが登場。この内、カスミとタケシは本編にも登場させる案が存在したが、2人の登場に際して説明を入れる必要が生じる等の理由で断念されている。これらのキャラクターの登場シーンは、劇中でのストーリーの後にサトシが彼らと初めて出会うときの様子として描かれている。
タケシ
無印・AG・DP編のサトシの仲間。無印編のコスチュームでの登場。
カスミ
無印編のサトシの仲間。無印編のコスチュームでの登場。
ケンジ
無印編のオレンジ諸島編でのサトシの仲間。
ハルカ
AG編のサトシの仲間。AG編のコスチュームでの登場。
マサト
AG編のサトシの仲間でハルカの弟。
ヒカリ
DP編のサトシの仲間。
アイリス
BW編のサトシの仲間。
デント
BW編のサトシの仲間。
シトロン
XY編のサトシの仲間。
ユリーカ
XY編のサトシの仲間。シトロンの妹。
セレナ
XY編のサトシの仲間。断髪前のXY編第60話以前の姿で登場。
上記のうち、兄妹姉弟であるハルカとマサト、シトロンとユリーカは同じ枠に登場。

## 設定用語
虹色の羽根
ポケットモンスターシリーズの原作にも存在する道具。本作では空を飛ぶホウオウから抜け落ちた物でサトシが拾った。
本作の虹色の羽根は悪しき心を持つ者が手にすると輝きを失って黒く染まる。
テンセイ山
ホウオウが住むと言われている場所。
山頂近くには光り輝く三角岩があり、虹の勇者が虹色の羽根を置くとホウオウを呼び出すことができる。ただし、羽根を置いた者が悪しき心の持ち主だと災いを齎す。
虹の勇者
ホウオウの伝説に記されている称号。ホウオウとバトルするにふさわしい者の意味。
夢（社会）
サトシがマーシャドーによって見た夢。こちらはポケモンが存在しない比較的現実に近い世界観となっており、サトシ達は旅立たずに学生としてとある学校に通っている。
本来の世界ではサトシが目覚まし時計を夢うつつに投げてしまったが、夢（社会）における目覚まし時計の形状は不明。

## スタッフ
- 原案 - 田尻智[11]
- エグゼクティブプロデューサー - 岡本順哉、宮原俊雄
- プロデューサー - 下平聡士、松山進、知久敦、片上秀長
- アニメーションプロデューサー - 加藤浩幸
- アニメーションコーディネーター - 折方崇志、吉川兆二
- アシスタントプロデューサー - 坂本鼓太郎、海野千春、大日向俊、舘愛美、石本順也
- デスク - 佐々木真依子、宮下瑞穂、波多邊万里子
- 副監督 - 矢嶋哲生
- 脚本 - 米村正二[13]
- 一部脚本 - 首藤剛志
- 絵コンテ - 湯山邦彦、矢嶋哲生 / タムラコータロー、高橋ナオヒト、深沢幸司、吉川博明、松田清
- 演出 - 飯島正勝、博多正寿、大和田淳、稲葉友紀、吉川博明、松田清、鳥井聖美、高橋ナオヒト、志村錠児
- キャラクターデザイン - 一石小百合、松原徳弘
- プロパティデザイン - バーンストーム・デザインラボ、田中俊成
- 総作画監督 - 一石小百合、西谷泰史
- 総作画監督補佐 - 松原徳弘
- 作画監督 - 一石小百合、西谷泰史、吉川佳織、柳隆太、竹内杏子、橋本千絵、北山修一、皆川一徳、吉川真一、岡昭彦、小山知洋、茂木琢次、中田亜希子、一ノ瀬結梨、小宮素直、沢田正人、三島千枝、平山智、佐藤陵
- 作画監督補佐 - 佐藤和巳、田島瑞穂、関野昌弘、片山美和、桝田浩史、西村広
- 色彩設計 - 佐藤美由紀、吉野記通
- 色指定・検査 - 小川真紗代、川久保彩紅、久島早映子、サイトウチヅエ、佐藤美由紀、相馬香菜、佐藤直、安藤のぞみ、中村里沙、上野夏子、吉里修耶
- 特殊効果 - 太田憲之、ホッチカズヒロ
- 美術監督 - 高尾克己
- 美術 - じゃっく
- 美術担当 - 河合泰利、片岡一巳、秋葉みのる
- 撮影監督 - 青島彩
- CGI - OLM Digital
- CGIプロデューサー - 坂美佐子
- CGIスーパーバイザー - 近藤潤
- CGIディレクター - 伊藤良太
- 編集 - 辺見俊夫
- 編集助手 - ジェイ・フィルム、野川仁、小守真由美
- 音楽 - 宮崎慎二[13]
- 音楽プロデューサー - 齋藤裕二、佐野弘明、村田莉恵
- 一部原曲・作曲 - 増田順一、一之瀬剛、足立美奈子、景山将太、たなかひろかず
- 一部作編曲 - 多田彰文
- 一部編曲 - 丸尾稔、石塚玲依
- 音楽協力 - 小学館ミュージック & DE
- 音響監督 - 三間雅文
- 音響効果 - 神保大介
- 音響プロデューサー - 南沢道義、西名武
- 音響制作 - HALF H・P STUDIO
- 制作デスク - 増谷大輔
- 設定制作 - 伊藤史哉
- 制作進行 - 大木崇宏、平嶋愛里香、伊藤史哉、前畑剛、石田博、高橋純基、塚脇隼一、田中勇気、平塚清文、鳶本雄喜、堀健太郎
- 製作 - 石原恒和、久保雅一、ハロルド・ジョージ・メイ、近藤正人、原口宰、市川南、都築伸一郎
- アソシエイトプロデューサー - 浅井認、弓矢政法、川崎由紀夫、盛武源
- アニメーション制作 - OLM Team Kato
- 監督 - 湯山邦彦[11]
- 製作 - ピカチュウプロジェクト[11]（The Pokémon Company、小学館、テレビ東京、タカラトミー、ジェイアール東日本企画、OLM、東宝、小学館集英社プロダクション）
- 配給 - 東宝[11]

## 主題歌
オープニング主題歌「めざせポケモンマスター -20th Anniversary-」
作詞 - 戸田昭吾 / 作曲 - たなかひろかず / 編曲 - Saku / 歌 - 松本梨香（SMEレコーズ）
「めざせポケモンマスター」がオープニングテーマとなるのは『水の都の護神 ラティアスとラティオス』以来15年ぶりとなる。
放送中のテレビシリーズ『サン&ムーン』でも、期間限定のオープニングとして30話から43話まで使用された。
エンディングテーマ「オラシオンのテーマ 〜共に歩こう〜」
作詞 - 太志（Aqua Timez） / 作曲・編曲 - 本間昭光 / 原曲 - 宮崎慎二 / 歌 - 林明日香（EPICレコードジャパン）
林明日香がエンディングテーマを担当するのは『七夜の願い星 ジラーチ』以来であり、本曲は『ディアルガVSパルキアVSダークライ』の劇中音楽に歌詞をつけたものである。

## コミカライズ
月刊コロコロコミック版
作画は河本けもん。従来とは違い「サトシとピカチュウの旅立ち」「マーシャドー」「ホウオウの伝説」をテーマに沿って独立した短編3本で構成。映画とは違ってアローラ地方にいる頃のサトシやスカル団が登場する。
MangaONE版
作画は鷹岬諒。こちらはストーリー描写が映画に準拠している。

## ノベライズ
小学館ジュニア文庫より小説版が2017年7月13日に発売された。著者は水稀しま。

## コラボレーション
リアル脱出ゲーム
公開2日前にあたる同年7月13日から12月31日までSCRAP主催の体感型謎解きイベントであるリアル脱出ゲームとのコラボレーション『リアル脱出ゲーム×Pokemon the Movie 20 ホウオウの試練からの脱出』が常設店舗であるアジトオブスクラップ8店舗限定で約5か月の長期ロングラン開催されることが決定した。参加者は新人ポケモントレーナーとなって、様々な謎を駆使して各々のペースでテンセイ山の頂上にある聖なる台座でホウオウを呼び出す（脱出する）ことがクリア条件。初心者及び子供向けのトレーナーコースと常連及び大人向けの博士コースを選ぶことができる。キャッチコピーは「すべての謎が解けたとき、伝説は舞い降りる」。
西日本鉄道
同年7月21日から9月8日まで本作のラッピング電車（3000形）を運行。また7月21日から8月31日の間、天神大牟田線の電車および連接バスの車内にてクイズラリーを開催している。

## テレビ放送
『ポケモン・ザ・ムービーXY&Z ボルケニオンと機巧のマギアナ』では系列局でも別々の時間での放送となっていたが、本作は『ポケモン・ザ・ムービーXY 光輪の超魔神 フーパ』以前の形式に戻っている。ただし、以下の事情によりテレビ東京系列では映画本編の放送は18:48から開始となった。
次作『劇場版ポケットモンスター みんなの物語』の公開を翌日に控えた2018年7月12日、テレビ東京系列で地上波初放送。本作の他、通常は日曜朝に放送されている『ポケモンの家あつまる?』のスペシャル版と合わせて、『ポケモン みんなの3時間スペシャル!』というタイトルで放送（17:55 - 20:49）。視聴率は関東地区で4.0%を記録した（ビデオリサーチ調べ）。
『ミュウツーの逆襲 EVOLUTION』の公開を控えた2019年7月6日、テレビ東京で再び放送（12:30 - 14:25）。また、公式Twitter、AbemaTV、LINE LIVEにて同時に無料配信された。視聴率は関東地区で1.0%を記録した（ビデオリサーチ調べ）。